# Carbamoil fosfato
El carbamoil fosfato es un anión de importancia bioquímica. En los animales terrestres, es un metabolito intermediario en la eliminación del nitrógeno a través del ciclo de la urea y la síntesis de pirimidinas. Su homólogo enzimático, la carbamoil fosfato sintetasa I (CPS I), interactúa con una clase de moléculas llamadas sirtuinas, proteínas desacetilasas dependientes de NAD y ATP para formar carbamoil fosfato. El carbamoil fosfato entra entonces en el ciclo de la urea en el que reacciona con la ornitina (un proceso catalizado por la enzima ornitina transcarbamilasa) para formar citrulina.

## Producción
Se produce a partir de bicarbonato, amoníaco (derivado de los aminoácidos) y fosfato (del ATP). La síntesis está catalizada por la enzima carbamoil fosfato sintetasa que utiliza tres reacciones, a saber
- HCO−
3 + ATP → ADP + HO–C(O)–OPO2−
3 (fosfato de carboxilo)
- HO–C(O)–OPO2−
3 + NH3 + OH−  →  HPO2−
4  +  −O–C(O)NH2  +  H2O
- −O–C(O)NH2  +  ATP  →  ADP + H
2NC(O)OPO2−
3

## Importancia clínica
Un defecto en la enzima CPS I, y la consiguiente deficiencia en la producción de carbamoil fosfato se ha relacionado con la hiperamonemia en humanos.